# Un mes d'abstinència
Un mes d'abstinència (títol original en anglès: Cold Turkey) és una pel·lícula estatunidenca dirigida per Norman Lear, del 1971. Ha estat doblada al català.

## Argument
Un expert en relacions públiques convenç el propietari d'una empresa tabaquera per patrocinar un concurs en el qual s'ofereixen 25 milions de dòlars a qualsevol poble dels EUA que aconsegueixi que els seus habitants deixin de fumar durant 30 dies. El Reverend Brooks lidera a Eagle Rock per vèncer en aquest particular desafiament, malgrat que alguns executius de la tabaquera estiguin entossudits en no complir l'objectiu. Si els ciutadans no es tornen bojos i no es maten a causa de la síndrome d'abstinència, podran guanyar un fabulós premi.

## Repartiment
- Dick Van Dyke: Reverend Clayton Brooks
- Pippa Scott: Natalie Brooks
- Tom Poston: M. Stopworth
- Edward Everett Horton: Hiram C. Grayson
- Barnard Hughes: Dr. Proctor
- Jean Stapleton: Sra. Wappler
- Barbara Cason: Letitia Hornsby
- Helen Page Camp: Sra. Watson
- Paul Benedict: Zen Buddhist
- Simon Scott: M. Kandiss
- M. Emmet Walsh: Art
- Harvey Jason: Hypnotiseur
- Bob Newhart: Merwin Wren
- Walter Sande: Cap de la fàbrica de tabac